# Ulzhan
Pour plus de détails, voir Fiche technique et Distribution.
Ulzhan est un film franco-germano-kazakh réalisé par Volker Schlöndorff en 2007, sorti en 2008.

## Synopsis
Ulzhan raconte le périple d’un homme français, Charles, à travers le Kazakhstan.
Personnage parfois étrange, il ne cherche qu’à s’enfuir d’une vie tragique, et à être seul pour cet ultime voyage. Mais sur sa route, il rencontre Ulzhan, une jeune fille qui abandonne son village afin de l’accompagner, et dont il ne pourra se débarrasser.
Traversant  steppes et montagnes à cheval, à pied ou à moto, ces deux personnages apprendront à se connaître et rencontreront de nombreuses choses inattendues, notamment un motard original, Shakuni, marchand de mots… Le spectateur découvre ainsi juste ce qu’il faut de la vie de Charles pour comprendre son voyage.

## Fiche technique
Source : IMDb, sauf mention contraire
- Réalisateur : Volker Schlöndorff
- Producteur : Fly Times Pictures (Regis Ghezelbash, Jean-Marie Cambacérès)
- Scénariste : Jean-Claude Carrière sur une idée de Regis Ghezelbash et Jean-Marie Cambacérès
- Producteur associé : Richard Martin-Jordan
- Musique du film : Bruno Coulais et Kuat Shildebayev
- Format :  couleur - 2,35:1 - 35 mm
- Pays d'origine :  France- Allemagne- Kazakhstan
- Genre : drame
- Durée : 1h47
- Date de sortie :	
  -  France : 23 avril 2008

## Distribution
- Philippe Torreton : Charles
- Ayanat Ksenbai : Ulzhan
- David Bennent : Shakuni
- Maximilien Muller : Eric